# Чиж, Владимир Филиппович
Владимир Филиппович Чиж (16 сентября 1907, село Староселье, ныне в составе Андрушёвского района Житомирской области Украины — 10 октября 1986, Киев) — советский военный деятель, генерал-полковник (1961). Депутат Верховного Совета УССР 7—9-го созывов.

## Биография и начало военной службы
Родился в 1907 году в селе Староселье. Украинец. В 1925 году окончил агротехникум в Винницкой области.
В 1925—1929 годах — помощник заведующего, заведующий совхозом, агроном сахарного завода, агроном окружного свеклосоюза.
В Красную Армию призван Шепетовским районным военкоматом в октябре 1929 года. Служил как командир-одногодичник 2-го кавалерийского полка 1-й кавалерийской дивизии. По истечении года службы остался на командной службе в этой же дивизии: с октября 1930 года командовал взводом в 2-м кавалерийском полку, с марта 1933 года командовал взводом полковой школы этого полка, с декабря 1933 года был помощником начальника штаба 2-го кавалерийского полка, с мая 1935 года командовал эскадроном 4-го кавалерийского полка 1-й кавалерийской дивизии.
С августа 1935 года служил в 28-й кавалерийской дивизии Украинского военного округа — командир эскадрона 112-го кавалерийского полка, с декабря 1935 года — начальник 4-й части штаба дивизии, с ноября 1937 года — начальник полковой школы 112-го кавалерийского полка 28-й кавалерийской дивизии. С апреля 1938 года — начальник штаба 66-го отдельного разведывательного батальона 97-й стрелковой дивизии. В начале сентября 1939 года был назначен начальником разведывательного отдела штаба 124-й стрелковой дивизии Киевского Особого военного округа. В июне—июле 1940 года участвовал в походе РККА в Бессарабию. С апреля 1941 года — начальник разведывательного отдела штаба 19-го механизированного корпуса Киевского Особого военного округа.

Член ВКП(б) с 1941 года.

## Великая Отечественная война
Участник Великой Отечественной войны с июня 1941 года. Вступил в бой в той же должности на Юго-Западном фронте, участник танкового сражения в районе Дубно — Луцк — Броды, Киевской оборонительной операции. После расформирования корпуса с октября 1941 года был старшим помощником начальника оперативного отдела штаба Юго-Западного фронта. С февраля по май 1942 года — заместитель начальника штаба 28-й кавалерийской дивизии. 
Затем был направлен на учёбу и окончил ускоренный курс Высшую военную академию имени К. Е. Ворошилова в сентябре 1942 года. По его окончании в сентябре 1942 года назначен заместителем начальника штаба — начальником оперативного отдела 3-й резервной армии, которая в январе 1943 года была переименована во 2-ю танковую армию. В этой армии остался на прежней должности, в феврале 1943 года вновь прибыл на фронт. В составе Центрального фронта армия участвовала в Севской операции, в Курской битве, в Черниговско-Припятской наступательной операции. В январе 1944 года назначен заместителем начальника штаба 2-й танковой армии, в составе войск 1-го Украинского фронта участвовал в Корсунь-Шевченковской и Уманско-Ботошанской операциях. 
В мае 1944 года назначен начальником штаба 4-го гвардейского механизированного корпуса. До Победы воевал на этом посту в составе 2-го и 3-го Украинских фронтов, участвовал в Ясско-Кишиневской операции, в вступлении советских войск в Болгарию (боевых действий при этом корпус не вёл), в Белградской и Будапештской наступательных операциях.

## Послевоенная служба
После войны служил на командных должностях в Советской армии. С июля 1946 по январь 1950 года — командир 8-й гвардейской механизированной дивизии в 1-й гвардейской механизированной армии Группы советских оккупационных войск в Германии.
Окончил Высшую военную академию имени К. Е. Ворошилова в 1951 году. С января 1952 года — начальник штаба 7-й механизированной армии Белорусского военного округа. В марте 1954 — январе 1955 года — командир 128-го стрелкового корпуса 28-й армии Белорусского военного округа. 
В январе 1955 — январе 1960 года — командующий 4-й гвардейской механизированной (с апреля 1957 года — 20-й гвардейской общевойсковой) армией Группы советских войск в Германии.
В январе 1960 — августе 1962 года — начальник штаба — первый заместитель командующего войсками Одесского военного округа. В сентябре 1962 — августе 1969 года — первый заместитель командующего войсками Киевского военного округа. С сентября 1969 по декабрь 1977 года — начальник штаба Гражданской обороны Украинской ССР — заместитель начальника Гражданской обороны Украинской ССР. С марта 1978 — в отставке.
Депутат Верховного Совета Украинской ССР 7—9 созывов (1967—1979).
Проживал в Киеве. Похоронен на Лукьяновском кладбище в Киеве.

## Воинские звания
- старший лейтенант (1936)
- капитан (1938)
- майор (6.11.1941)
- подполковник (13.01.1942)
- полковник (11.07.1943)
- генерал-майор танковых войск (11.05.1949)
- генерал-лейтенант танковых войск (8.08.1955)
- генерал-полковник (9.05.1961)

## Награды
- орден Ленина
- 4 ордена Красного Знамени (05.11.1941, 28.03.1944)
- орден Суворова II степени (13.09.1944)
- орден Кутузова II степени (30.04.1945)
- орден Отечественной войны I степени (11.03.1985)
- орден Отечественной войны II степени 06.08.1943)
- орден Красной Звезды (3.11.1944)
- орден «За службу Родине в Вооружённых Силах СССР» III степени (1975)
- медаль «За освобождение Белграда»
- другие медали СССР
- Орден Партизанской звезды I степени (Югославия, 1944)